# Syndicate (gra komputerowa 2012)
Syndicate (początkowo zwany Project RedLime) – first-person shooter wyprodukowany przez Starbreeze Studios i wydany w 2012 roku przez Electronic Arts na Microsoft Windows, PlayStation 3 i Xbox 360.